# Пидьмозеро
Пидьмозеро (Пидьм-озеро)— озеро в России, расположено в Подпорожском районе Ленинградской области.

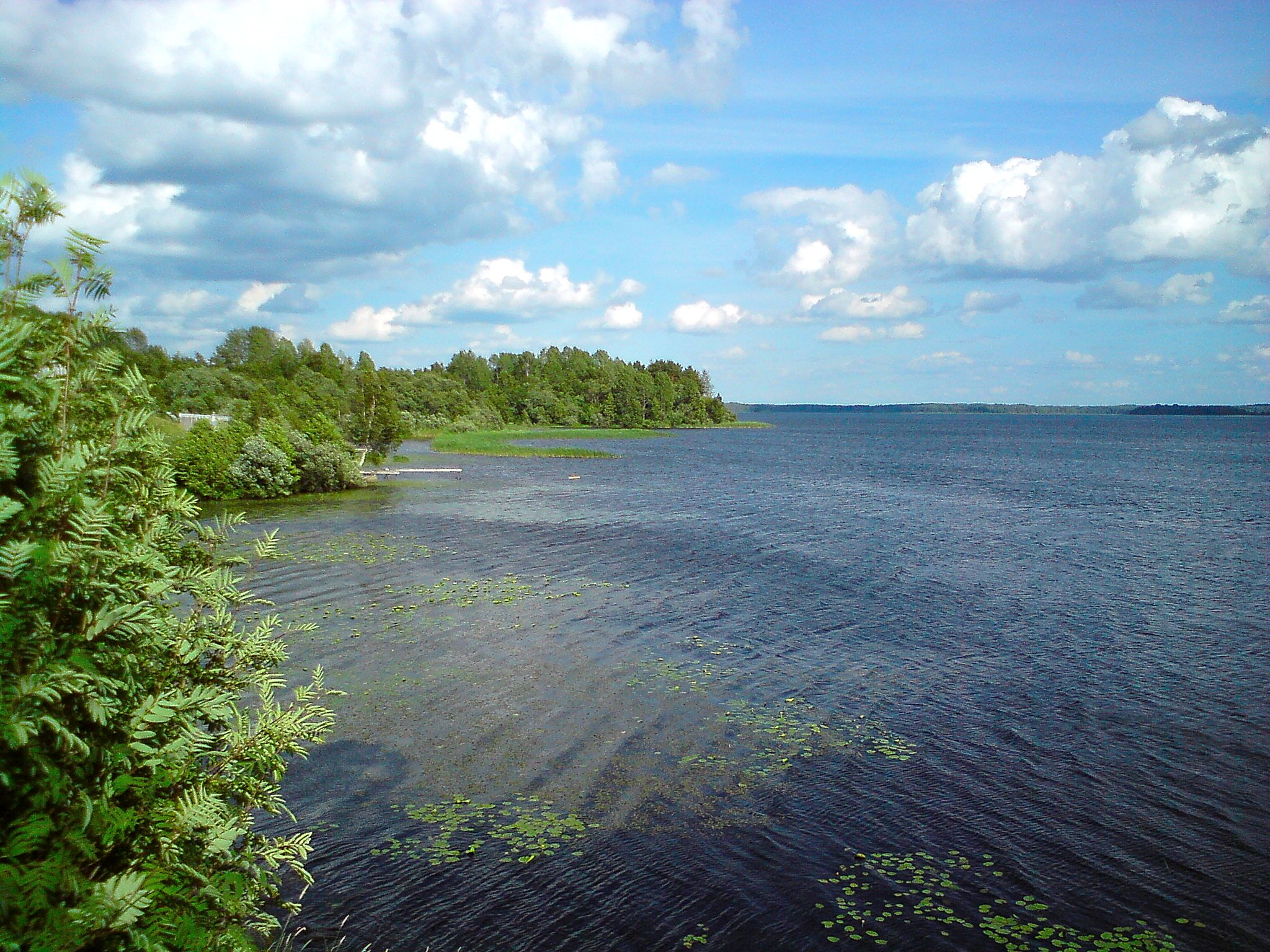
Подьмозеро в д. Волнаволок

## Географические сведения
Озеро расположено на высоте 90 м над уровнем моря. Площадь водной поверхности составляет 15,7 км², площадь водосбора — 69,6 км². Берега болотистые. На берегу озера расположены деревня Волнаволок, урочища Пелдожи и Шангостров. Из озера вытекает река Пидьма, впадающая в Свирь.

## Данные водного реестра
По данным государственного водного реестра России относится к Балтийскому бассейновому округу, водохозяйственный участок реки — Свирь без бассейна Онежского озера, речной подбассейн реки — Свирь (включая реки бассейна Онежского озера). Относится к речному бассейну реки Нева (включая бассейны рек Онежского и Ладожского озера).
Код объекта в государственном водном реестре — 01040100711102000015105.